# Janine di Giovanni

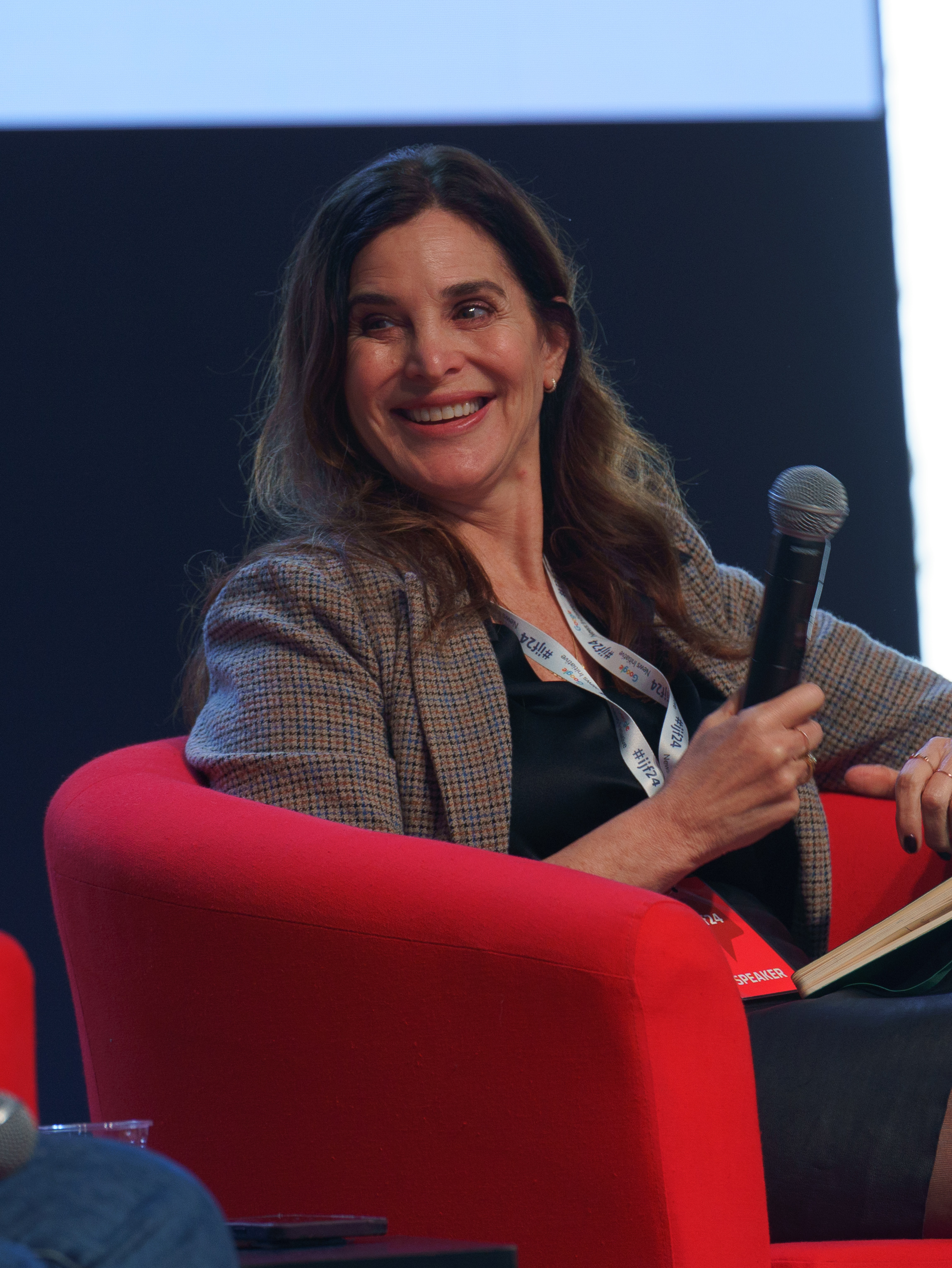
Janine di Giovanni

Janine di Giovanni (* 1961 in New Jersey) ist eine US-amerikanische Kriegsreporterin und Autorin. Sie berichtete aus zahlreichen Ländern, darunter Tschetschenien, Syrien, Bosnien und Herzegowina, Somalia und dem Südsudan. Di Giovanni lebt in Paris.

## Leben
Sie ist die Tochter eines Luftfahrt-Ingenieurs, der sich als Lehrer und Schulleiter um benachteiligte Jugendliche kümmerte. Sie studierte und schrieb eine Abschlussarbeit über den Einfluss Anton Pawlowitsch Tschechows auf Katherine Mansfield, als sie 1989 auf eine israelische Anwältin aufmerksam wurde, die Palästinenser vor Gerichten vertrat und nicht aufgab, obwohl sie fast jeden Prozess verlor. Di Giovanni lernte den Alltag der Menschen im Westjordanland kennen und begann im Anschluss daran, in Kriegsgebieten zu arbeiten. Sie schreibt u. a. für die Londoner Sunday Times.
In Tschetschenien galt sie den russischen Behörden als unerwünscht; es wurden Fotos von ihr in Zeitungen im Stil von Steckbriefen veröffentlicht, aber sie konnte aus Grosny entkommen, indem sie eine Kontrolle mit einem Baby im Arm passierte. Ihre Mentorin und Freundin Marie Colvin wurde 2012 im syrischen Homs getötet.
Di Giovanni wurden eine Reihe sachlicher Fehler nachgewiesen, als sie 2013 unter dem Titel „The Fall of France“ eine Reportage über die sozialen Verhältnisse in Frankreich im Magazin Newsweek veröffentlichte.
Nachdem sie die Nachricht hörte, dass Wladimir Putin in die Ukraine einmarschiert war, wusste sie, da mit Putins militärischer Taktik sehr vertraut, „sofort, dass ich in die Ukraine gehen und die Gräueltaten gegen Zivilisten dokumentieren musste.“
Janine di Giovanni lebt getrennt vom Vater ihres 2004 geborenen Kindes, Bruno Girodon, einem französischen Kameramann.

## Schriften
- Against the Stranger. 1993.
- The Quick and the Dead: Under Siege in Sarajevo.
- Madness Visible: A Memoir of War. Bloomsbury and Knopf, London 2004.
- The Place at the End of the World. Bloomsbury, London 2006, ISBN 0-7475-8036-7.
- Die Geister, die uns folgen. Eine wahre Geschichte von Liebe und Krieg. Übersetzt von Gaby Wurster. Bloomsbury, Berlin 2012, ISBN 978-3-8270-1090-2. (Englisches Original: Ghosts by Daylight, Bloomsbury and Knopf. London 2011, ISBN 978-1-4088-2051-3)
- Der Morgen als sie uns holten. Berichte aus Syrien aus dem Englischen von Susanne Röckel. S. Fischer, Frankfurt am Main 2016, ISBN 978-3-10-397230-6. (Englisches Original: The morning they came for us. Bloomsbury Publishing, 2016, ISBN 978-1-4088-6829-4)